# Barleria media
Barleria media är en akantusväxtart som beskrevs av C. B. Cl.. Barleria media ingår i släktet Barleria och familjen akantusväxter. Inga underarter finns listade i Catalogue of Life.